# Mazidło wapienne
Mazidło wapienne (łac. linimentum calcareum, syn. linimentum calcis, mazidło wapniowe) – preparat galenowy do użytku zewnętrznego, sporządzany według przepisu farmakopealnego. W Polsce na stan obecny (2024) skład określa Farmakopea Polska XIII. Wytwarza się z równych części oleju lnianego oraz wody wapiennej. Powstająca po silnym skłóceniu żółtawa, mleczna ciecz jest mydłem wapniowym. Preparat o małej stabilności. Wytwarzany w zakresie receptury aptecznej ex tempore. Należy przechowywać w temperaturze 2–8°C.
Dawniej mazidło wapienne było bardzo często wykorzystywane do opatrywania oparzeń. Współcześnie wykorzystywane w dermatologii jako lek o delikatnym działaniu przeciwzapalnym (lek pomocniczy, np. w towarzyszącej miejscowej sterydoterapii). Jest także wykorzystywane w kosmetyce.